# Leichtathletik-Länderkampf der Männer 1962 Schweiz – BR Deutschland
| 4. Leichtathletik-Länderkampf mit bundesdeutscher Beteiligung 1962 | 4. Leichtathletik-Länderkampf mit bundesdeutscher Beteiligung 1962 |               |
| ------------------------------------------------------------------ | ------------------------------------------------------------------ | ------------- |
|                                                                    |                                                                    |               |
| Ländervergleich der Männer: Schweiz – BR Deutschland               |                                                                    |               |
| Austragungsort                                                     | Zürich                                                             |               |
| Wettbewerbe                                                        | 20                                                                 |               |
| Datum                                                              | 1./2. September 1962                                               |               |
| 1. FRG 2. SUI                                                      | 142 Punkte 068 Punkte                                              |               |
| Chronik                                                            |                                                                    |               |
| ← ITA-FRG (M)                                                      | FRA-FRG (M) →                                                      | FRA-FRG (M) → |

Im vierten Vergleich des Länderkampfjahres 1962 kam es am 1./2. September für die bundesdeutschen Männer nach dem Vergleich der Geher am 10. Juni nun auch zu einer Begegnung im allgemeinen leichtathletischen Programm mit der Schweiz. In Zürich trugen die beiden Länder ohne Zählung der Geher- und Straßenlauf-Begegnungen sowie des Sechsländerkampfs im letzten Jahr ihren 26. Vergleich in einem Zweiländerkampf aus. In fast all diesen traditionellen Treffen der beiden Nationen hatte Deutschland gesiegt, nur 1955 hatten die Schweizer Sportler vorne gelegen, als die Bundesrepublik Deutschland gleichzeitig noch zwei weitere Vergleiche mit den Niederlanden und mit Dänemark durchgeführt und damit drei verschiedene Teams zu stellen hatte. Es war der letzte bundesdeutsche Länderkampf vor Beginn der Europameisterschaften, die vom 12. Bis 16. September in Belgrad stattfanden.

## Wettbewerbe und Modus
Auf dem Programm standen die bei Länderkämpfen üblichen zwanzig Disziplinen. Aus dem olympischen Wettbewerbskatalog fehlten nur der Marathonlauf, die beiden Gehdisziplinen und der Zehnkampf. Die Wertung erfolgte in den Einzeldisziplinen nach dem Standardsystem, in den Staffeln wurden die Punkte abweichend vom Standard mit vier zu eins anstelle von fünf zu zwei Punkten vergeben.

## Ergebnis
Mit dem 110-Meter-Hürdenlauf (Ränge eins und vier) sowie dem Weitsprung (Doppelerfolg) konnten die Schweizer Athleten ganze zwei Wettbewerbe für sich entscheiden. Alle anderen achtzehn Disziplinen gingen an die Bundesrepublik, zwölf davon mit Doppelerfolgen. So siegte die Bundesrepublik Deutschland mit 142 zu 68 Punkten hoch überlegen.

## Legende
Kurze Übersicht zur Bedeutung der Symbolik – so üblicherweise auch in sonstigen Veröffentlichungen verwendet:
| DSQ | disqualifiziert |

## Resultate

### 100 m
| Platz | Athlet              | Land | Zeit (s) |
| ----- | ------------------- | ---- | -------- |
| 1     | Peter Gamper        | FRG  | 10,2     |
| 2     | Alfred Hebauf       | FRG  | 10,3     |
| 3     | Jean-Louis Descloux | SUI  | 10,5     |
| 4     | Max Rufer           | SUI  | 10,7     |

Datum: 1. September

### 200 m
| Platz | Athlet              | Land | Zeit (s) |
| ----- | ------------------- | ---- | -------- |
| 1     | Heinz Schumann      | FRG  | 21,2     |
| 2     | Manfred Germar      | FRG  | 21,4     |
| 3     | Jean-Louis Descloux | SUI  | 21,6     |
| 4     | Marcel Stadelmann   | SUI  | 21,7     |

Datum: 2. September

### 400 m
| Platz | Athlet             | Land | Zeit (s) |
| ----- | ------------------ | ---- | -------- |
| 1     | Hans-Joachim Reske | FRG  | 46,8     |
| 2     | Johannes Kaiser    | FRG  | 47,1     |
| 3     | Hansruedi Bruder   | SUI  | 47,4     |
| 4     | Marius Theiler     | SUI  | 48,5     |

Datum: 1. September

### 800 m
| Platz | Athlet               | Land | Zeit (min) |
| ----- | -------------------- | ---- | ---------- |
| 1     | Paul Schmidt         | FRG  | 1:49,8     |
| 2     | Franz Bucheli        | SUI  | 1:50,1     |
| 3     | Siegfried Nürnberger | FRG  | 1:51,5     |
| 4     | Emil Tellenbach      | SUI  | 1:52,3     |

Datum: 2. September

### 1500 m
| Platz | Athlet          | Land | Zeit (min) |
| ----- | --------------- | ---- | ---------- |
| 1     | Karl Eyerkaufer | FRG  | 3:50,9     |
| 2     | Heinz Böthling  | FRG  | 3:50,9     |
| 3     | Rolf Jelinek    | SUI  | 3:51,6     |
| 4     | Hansruedi Knill | SUI  | 3:52,8     |

Datum: 2. September

### 5000 m
| Platz | Athlet          | Land | Zeit (min) |
| ----- | --------------- | ---- | ---------- |
| 1     | Horst Flosbach  | FRG  | 14:27,8    |
| 2     | Peter Jedzig    | FRG  | 14:29,2    |
| 3     | René Meier      | SUI  | 14:31,8    |
| 4     | Johann Hiestand | SUI  | 15:36,2    |

Datum: 2. September

### 10.000 m
| Platz | Athlet         | Land | Zeit (min) |
| ----- | -------------- | ---- | ---------- |
| 1     | Peter Kubicki  | FRG  | 29:57,6    |
| 2     | Gustav Disse   | FRG  | 30:05,2    |
| 3     | Edgar Friedli  | SUI  | 30:44,0    |
| 4     | Yves Jeannotat | SUI  | 31:51,2    |

Datum: 1. September

### 110 m Hürden
| Platz | Athlet        | Land | Zeit (s) |
| ----- | ------------- | ---- | -------- |
| 1     | Klaus Schiess | SUI  | 14,1     |
| 2     | Klaus Nüske   | FRG  | 14,4     |
| 3     | Hinrich John  | FRG  | 14,6     |
| 4     | Edgar Stahel  | SUI  | 14,8     |

Datum: 1. September

### 400 m Hürden
| Platz | Athlet            | Land | Zeit (s) |
| ----- | ----------------- | ---- | -------- |
| 1     | Helmut Janz       | FRG  | 51,2     |
| 2     | Bruno Galliker    | SUI  | 51,4     |
| 3     | Jörg Neumann      | FRG  | 51,4     |
| 4     | Werner Brönnimann | SUI  | 54,4     |

Datum: 1. September

### 3000 m Hindernis
| Platz | Athlet            | Land | Zeit (min) |
| ----- | ----------------- | ---- | ---------- |
| 1     | Wolfgang Fricke   | FRG  | 8:55,4     |
| 2     | Ludwig Müller     | FRG  | 9:08,4     |
| 3     | Walter Kammermann | SUI  | 9:19,2     |
| 4     | Hugo Eisenring    | SUI  | 9:23,6     |

Datum: 2. September

### 4 × 100 m Staffel
| Platz | Besetzung      | Land                                                             | Zeit (s) |
| ----- | -------------- | ---------------------------------------------------------------- | -------- |
| 1     | BR Deutschland | Klaus Ulonska Peter Gamper Jochen Bender Manfred Germar          | 39,6     |
| DSQ   | Schweiz        | Max Rufer Jean-Louis Descloux Marcel Stadelmann Hansruedi Bruder |          |

Datum: 1. September

### 4 × 400 m Staffel
| Platz | Besetzung      | Land                                                               | Zeit (min) |
| ----- | -------------- | ------------------------------------------------------------------ | ---------- |
| 1     | BR Deutschland | Hans-Joachim Reske Johannes Schmitt Johannes Kaiser Manfred Kinder | 3:06,1     |
| 2     | Schweiz        | Hansruedi Bruder Bruno Galliker Marius Theiler Jean-Louis Descloux | 3:08,2     |

Datum: 2. September

### Hochsprung
| Platz | Athlet           | Land | Höhe (m) |
| ----- | ---------------- | ---- | -------- |
| 1     | Ingomar Sieghart | FRG  | 2,00     |
| 2     | René Maurer      | SUI  | 1,95     |
| 3     | Herbert Hopf     | FRG  | 1,95     |
| 4     | Urs Trautmann    | SUI  | 1,95     |

Datum: 2. September

### Stabhochsprung
| Platz | Athlet         | Land | Höhe (m) |
| ----- | -------------- | ---- | -------- |
| 1     | Klaus Lehnertz | FRG  | 4,40     |
| 2     | Dieter Möhring | FRG  | 4,40     |
| 3     | Gérard Barras  | SUI  | 4,30     |
| 4     | Max Wehrli     | SUI  | 4,00     |

Datum: 1. September

### Weitsprung
| Platz | Athlet             | Land | Weite (m) |
| ----- | ------------------ | ---- | --------- |
| 1     | Pierre Scheidegger | SUI  | 7,41      |
| 2     | Walter Zuberbühler | SUI  | 7,29      |
| 3     | Josef Freund       | FRG  | 7,20      |
| 4     | Hansjörg Müller    | FRG  | 6,88      |

Datum: 2. September

### Dreisprung
| Platz | Athlet            | Land | Weite (m) |
| ----- | ----------------- | ---- | --------- |
| 1     | Hansjörg Müller   | FRG  | 15,01     |
| 2     | Ernst Stierli     | SUI  | 14,74     |
| 3     | Heinrich Fröhling | SUI  | 14,30     |
| 4     | Peter Brennwalder | FRG  | 14,17     |

Datum: 1. September

### Kugelstoßen
| Platz | Athlet          | Land | Weite (m) |
| ----- | --------------- | ---- | --------- |
| 1     | Dietrich Urbach | FRG  | 17,37     |
| 2     | Josef Klik      | FRG  | 17,03     |
| 3     | Edy Hubacher    | SUI  | 14,37     |
| 4     | Hansruedi Jost  | SUI  | 14,14     |

Datum: 2. September

### Diskuswurf
| Platz | Athlet         | Land | Weite (m) |
| ----- | -------------- | ---- | --------- |
| 1     | Josef Klik     | FRG  | 53,56     |
| 2     | Jens Reimers   | FRG  | 52,42     |
| 3     | Mathias Mehr   | SUI  | 50,05     |
| 4     | Fritz Bernhard | SUI  | 43,29     |

Datum: 2. September

### Hammerwurf
| Platz | Athlet              | Land | Weite (m) |
| ----- | ------------------- | ---- | --------- |
| 1     | Hans Fahsl          | FRG  | 62,06     |
| 2     | Siegfried Perleberg | FRG  | 59,34     |
| 3     | Hansruedi Jost      | SUI  | 59,26     |
| 4     | Max Wehrli          | SUI  | 51,19     |

Datum: 1. September

### Speerwurf
| Platz | Athlet           | Land | Weite (m) |
| ----- | ---------------- | ---- | --------- |
| 1     | Rolf Herings     | FRG  | 80,17     |
| 2     | Hermann Salomon  | FRG  | 77,66     |
| 3     | Urs von Wartburg | SUI  | 67,42     |
| 4     | Benno Bischof    | SUI  | 62,82     |

Datum: 1. September